# Silvia Meseguer
Silvia Meseguer Bellido (Alcañiz, Teruel, 12 de marzo de 1989) es una exfutbolista y médica española. Debutó con la selección española en 2008 jugando más de 60 partidos y participando en el Mundial de Canadá de 2015, las Eurocopas de Suecia de 2013 y de Países Bajos de 2017 y el Mundial de Francia de 2019. Ha ganado tres Ligas y cuatro Copas de la Reina entre el Atlético de Madrid y el Espanyol.

## Trayectoria

### Inicios
Ya desde pequeña destacó en el mundo deportivo, practicando desde muy joven atletismo y fútbol, entre otros deportes en las pistas deportivas de Hijar en Teruel. Se sintió atraída por el fútbol desde pequeña. Empezó jugando en el equipo de su colegio con niños. Tras ganar numerosos premios comarcales y provinciales durante su niñez y adolescencia, cuando no pudo seguir jugando con ellos entró a jugar al Delicias,  equipo entrenado por el profesor de educación física del colegio, David Magaña. Magaña vio el potencial de Meseguer y se la llevó al Club Deportivo Inter Aragón.

### Prainsa Zaragoza
El Inter Aragón militaba en Segunda División y en su primera temporada en el equipo ascendió a Primera División, con gol de Meseguer frente al Rayco Canario el 29 de mayo de 2005.
Meseguer jugó tres temporadas más en el equipo, que cambió de nombre por motivos de patrocinio para llamarse Transportes Alcaine. En la temporada 2005-06 y 2006-07 el equipo quedó duodécimo, salvando la categoría, y en la 2007-08 quedaron octavas, clasificándose para la Copa de la Reina, en la que alcanzaron las semifinales. Coincidió en el equipo con Vero Boquete, con la que tuvo una gran amistad, y en 2008 ambas ficharon por el Espanyol, permitiendo a Silvia continuar su formación como estudiante de Medicina.

### Espanyol

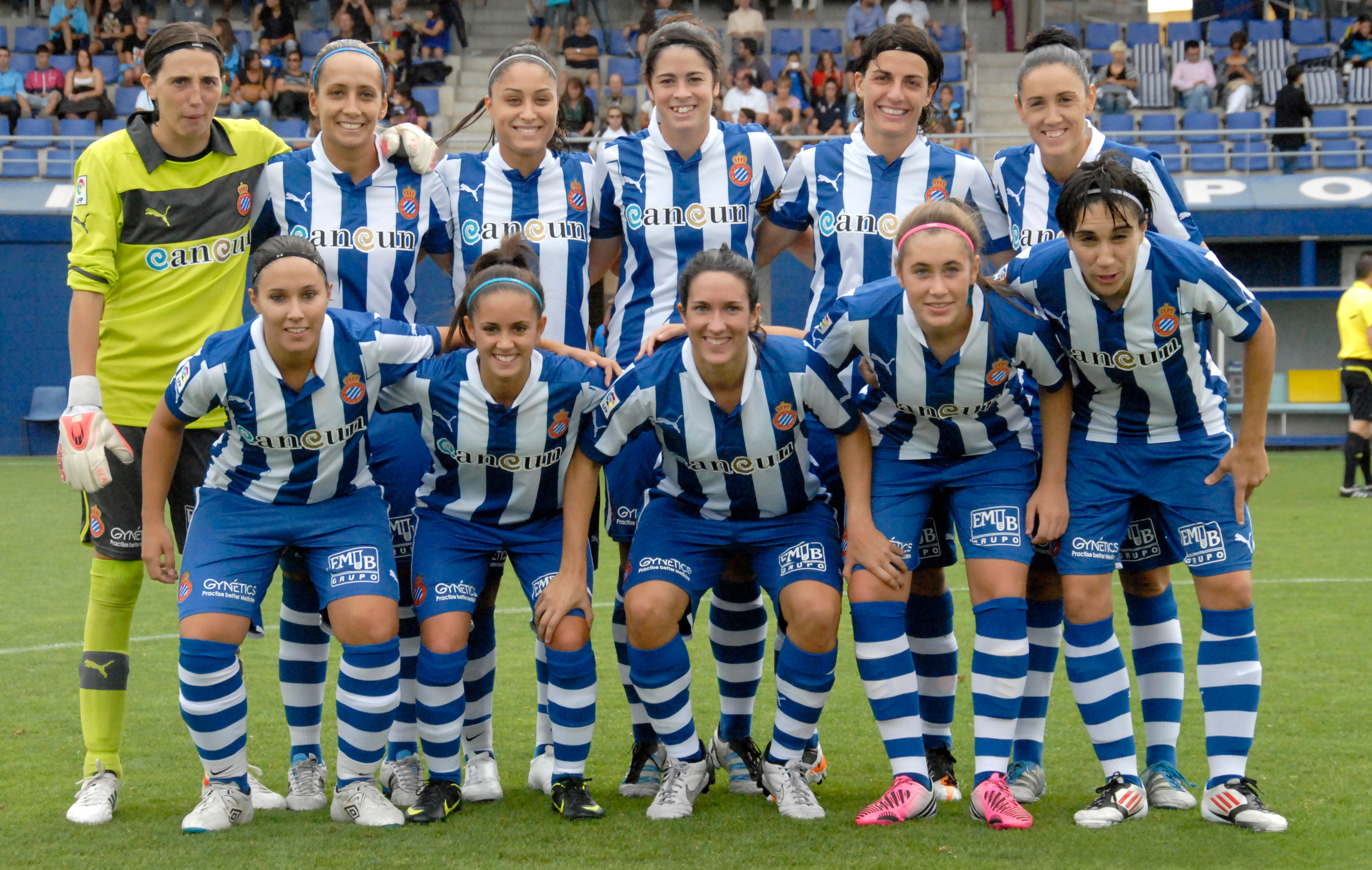
Meseguer con el Espanyol en 2012

Las buenas actuaciones de Meseguer le reportaron que fuese convocada por Ignacio Quereda para jugar con la Selección absoluta en octubre de 2008. En la primera temporada en el Espanyol el equipo terminó en cuarta posición de la liga. En la Copa de la Reina eliminaron en una apretada eliminatoria al Levante al empatar a 2 en Valencia y ganar por 3 a 2 en Barcelona. En semifinales perdieron por 4 a 2 en campo del Rayo pero ganaron por 3 a 1 en el partido de vuelta, pasando a la final por el valor de los goles fuera de casa. El destino hizo que se enfrentasen a la final contra su exequipo, ahora denominada Prainsa Zaragoza, el 21 de junio de 2009 en el Estadio de La Romareda. El Zaragoza se adelantó en el marcador en el minuto 3 pero Meseguer marcó el gol del empate diez minutos después aprovechando un mal despeje de la defensa zaragozana. Adriana Martín marcó otros cuatro goles para dar al Espanyol su cuarto título, el primero de Meseguer.
En la temporada 2009-10 la Liga cambió de formato y se dividió en dos fases, siendo el campeón el vencedor de una final entre los dos equipos con mejor puntuación. En la primera fase el Espanyol quedó líder de su grupo por delante del Barcelona y el Levante. En la fase final quedó en primera posición con dos puntos de ventaja sobre el Rayo Vallecano. En la final el Rayo se impuso por 1-0 en Vallecas y empató a 1 en Barcelona, por lo que el Espanyol se tuvo que conformar con el subcampeonato. En la Copa de la Reina obtuvo el Espanyol su revancha, tras eliminar al Prainsa Zaragoza en cuartos de final y al Barcelona en semifinales se enfrentó de nuevo al Rayo Vallecano en la final el 5 de junio de 2010, en la que ganaron por 3 a 1.
El campeonato de liga de la temporada 2010-11 siguió el guion de la temporada anterior. Tras quedar primeras de su grupo en la primera fase y de la segunda fase con dos puntos sobre el rayo, de nuevo tenían que enfrentarse en una final a doble partido para determinar el campeón. El partido de ida acabó con empate a dos goles en Vallecas, y en el de vuelta venció el Rayo por 1-2. En la Copa de la Reina volvieron a alcanzar la final tras eliminar al Athletic y al Atlético de Madrid, pero fueron derrotadas en la final el 19 de junio de 2011 por el Barcelona por 1 a 0. Meseguer jugó los 90 minutos y tuvo una ocasión de gol al rematar una falta que atrapó Laura Ràfols.
En la temporada 2011-12 la liga volvió al formato de competición de todos contra todos. El Espanyol no pudo disputar el título y acabó en tercera posición, a 15 puntos del segundo clasificado. En la Copa de la Reina eliminaron al Rayo Vallecano en las semifinales en la tanda de penaltis. Meseguer lanzó y convirtió el sexto penalti. El Espanyol se enfrentó al Athletic en la final el 10 de junio de 2012 y venció en la prórroga por 2 a 1. Meseguer disputó los 120 minutos y dispuso de una ocasión en la primera parte de la prórroga.
En la temporada 2012-13 el club decide reducir el presupuesto de la sección femenina por lo que el entrenador y varias jugadoras como Vero Boquete, Erika Vázquez o Sandra Vilanova abandonan el equipo, y a jugadoras que permanecen, como Meseguer, les reducen el sueldo y dejan de pagarles el alquiler del piso. El rendimiento del equipo cae un poco más cayendo hasta la quinta posición en Liga. En Copa de la Reina cayeron en los cuartos de final ante el Levante. Meseguer anunció que no seguiría en el equipo. Los aficionados lamentaron su marcha destacando su profesionalidad mientras estuvo en el club y su capacidad de dar oxígeno al equipo y cortar el juego del rival.

### Atlético de Madrid

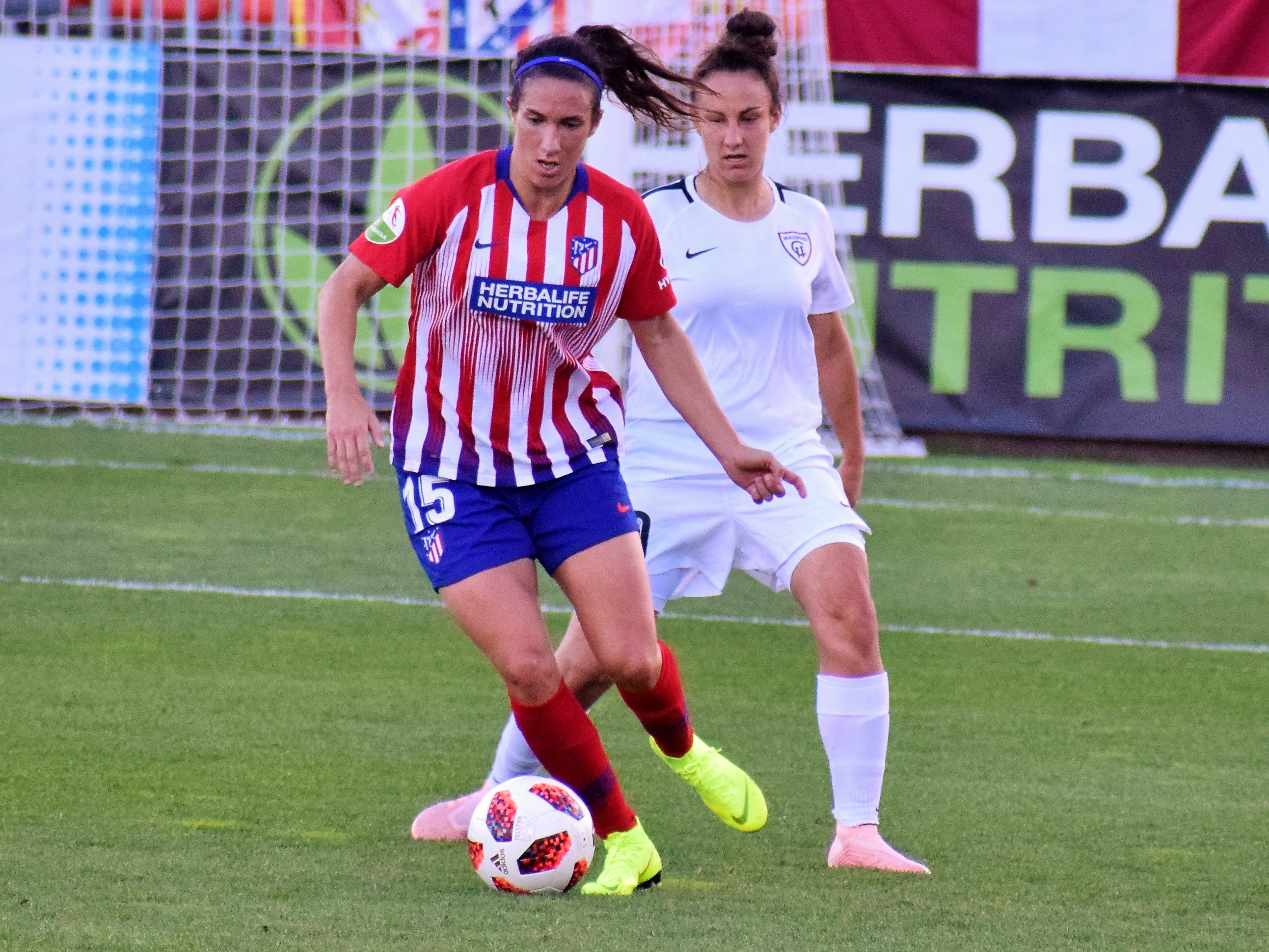
Silvia Meseguer con el Atlético de Madrid en 2018

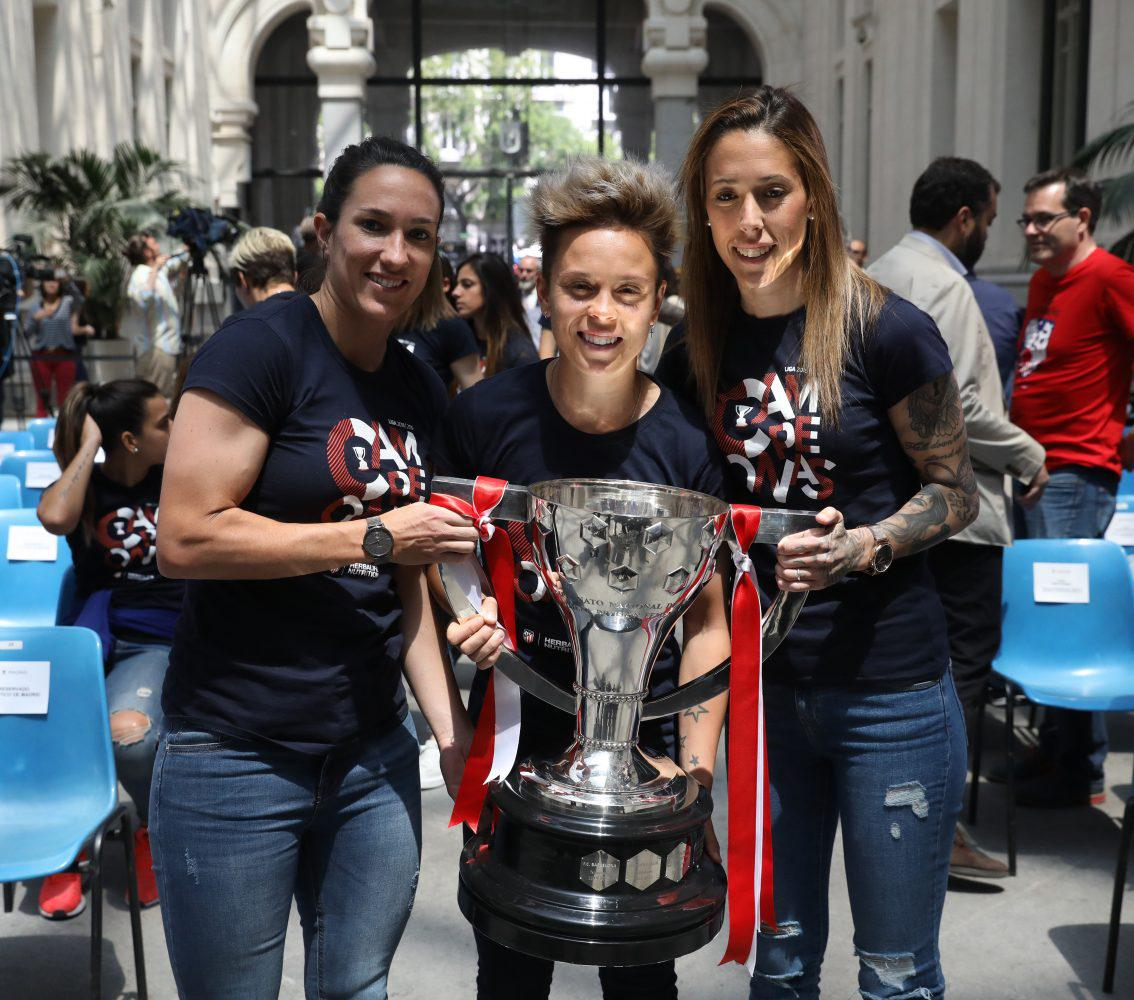
Silvia junto a Amanda Sampedro y Lola Gallardo con la copa de la Liga obtenida en propiedad en 2019

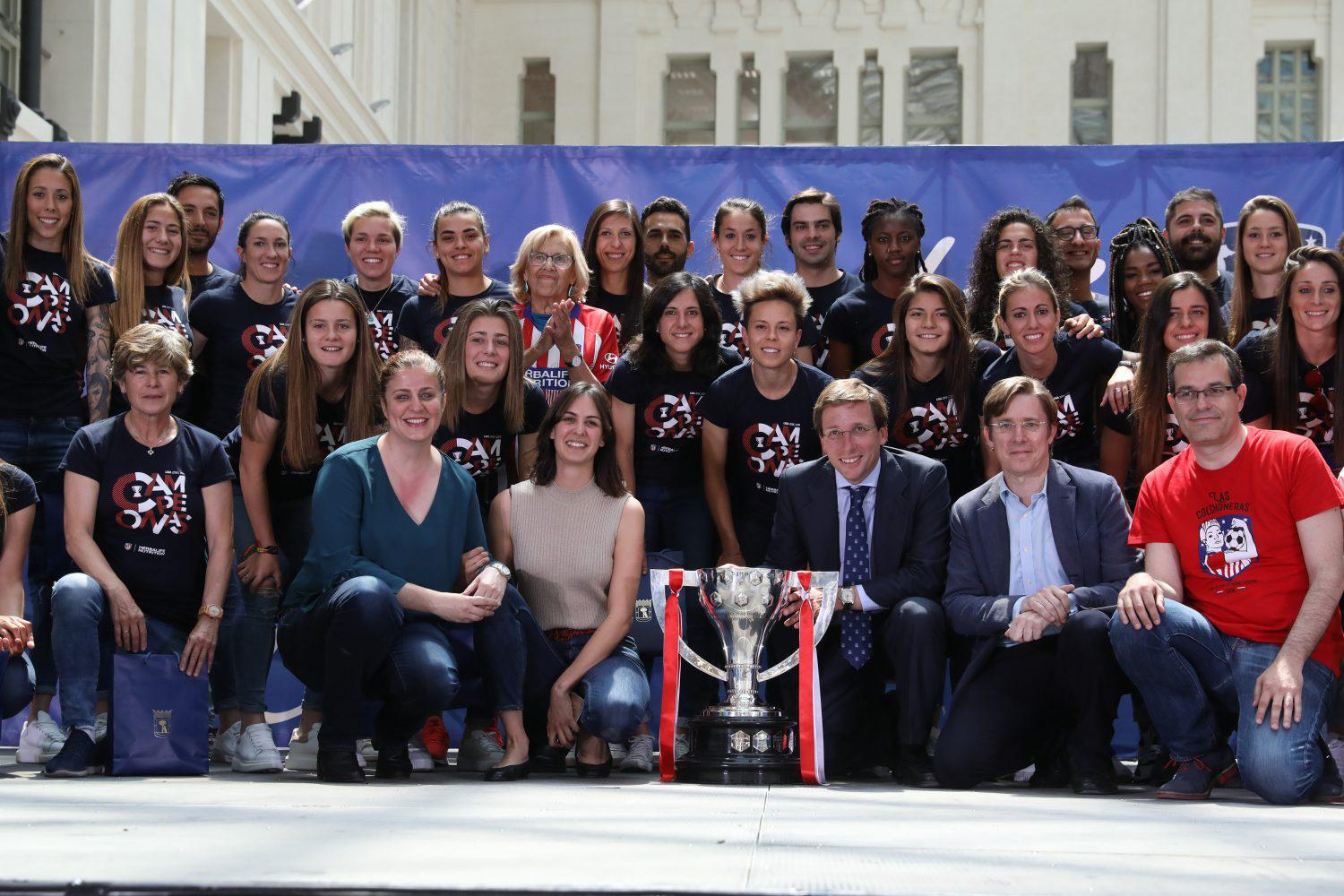
La alcaldesa recibe al equipo femenino del Atlético de Madrid ganador de la Liga Iberdrola 2019

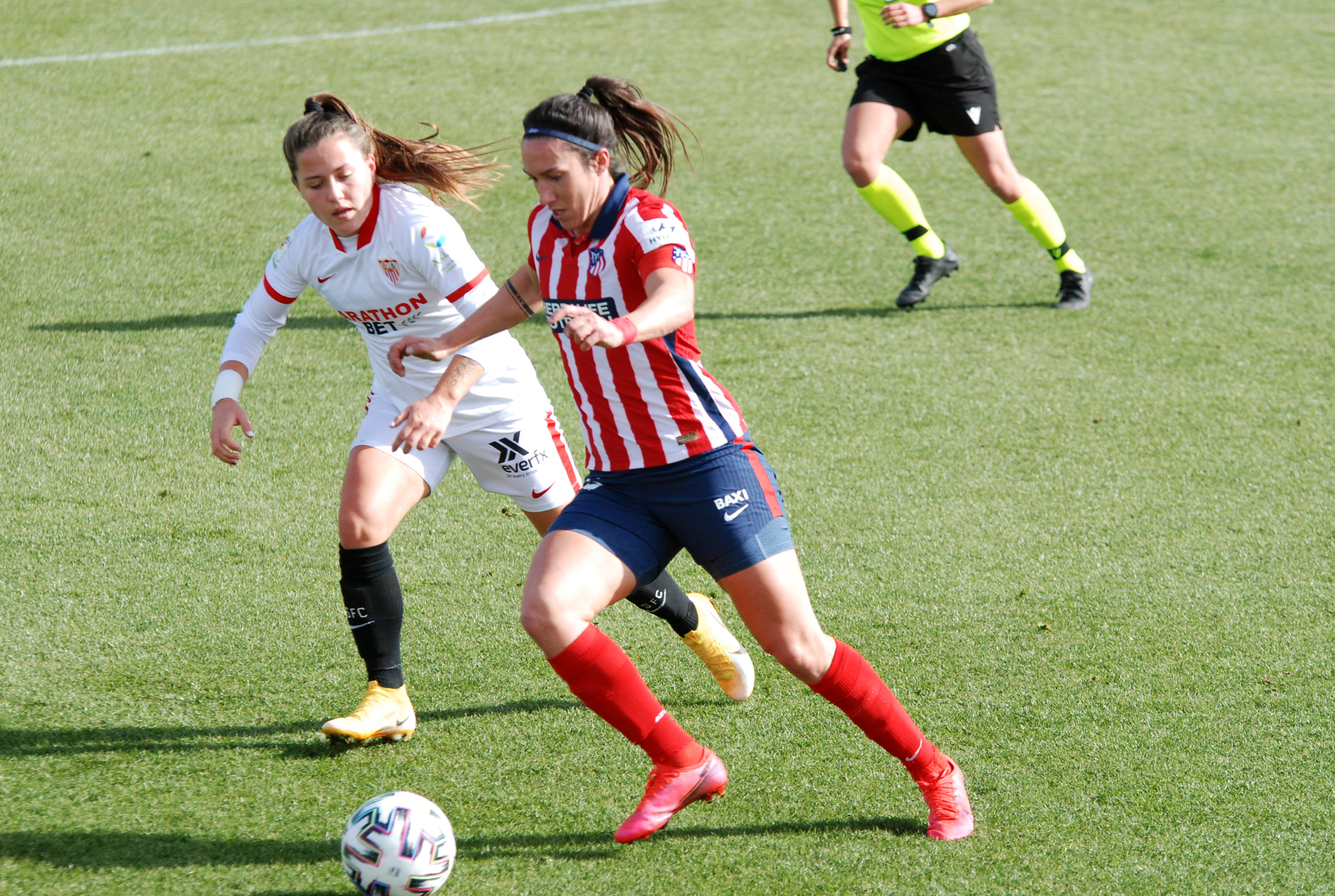
Silvia Meseguer jugando con el Atlético de Madrid ante el Sevilla en 2021

El 1 de julio de 2013 ficha por el Atlético de Madrid. Debutó el 8 de septiembre de 2013 con victoria por 7 a 0 sobre el Sevilla Fútbol Club (femenino), en el que marcó el cuarto gol con un disparo desde fuera del área. Tras iniciar la temporada como titular el 15 de octubre sufrió una rotura parcial del ligamento cruzado anterior que la apartó varios meses de los terrenos de juego. Fue operada con éxito el 21 de noviembre y recibió el alta el 24 de ebril de 2014. El 3 de mayo de 2014 reapareció disputando el último partido de Liga. El Atlético terminó en tercera posición y Meseguer jugó 7 partidos. En la Copa de la Reina jugó los dos partidos de los cuartos de final ante el Rayo Vallecano, que eliminó a las colchoneras en la tanda de penaltis tras empatar sin goles.
En la temporada 2014/15 fue nombrada capitana del equipo junto a Amanda Sampedro y Lola Gallardo. Tras un buen principio de temporada, destacando Meseguer en el centro del campo, el equipo entró en un bache de resultados a mitad de temporada. El equipo se recuperó y logró el segundo puesto en la Liga, que les clasificó para disputar la Liga de Campeones de la siguiente temporada. Meseguer fue la jugadora del equipo que más minutos jugó en la Liga, siendo titular en todos los partidos. En la Copa de la Reina cayeron eliminadas en semifinales por el Sporting Club de Huelva  por penaltis tras empatar a un gol. Meseguer lanzó y transformó el primero de los penaltis. Esa temporada Meseguer fue elegida como las regular del equipo. El Polideportivo de Híjar lleva su nombre desde 2015 como homenaje a su trayectoria.
Debutó el 7 de octubre de 2015 en Liga de Campeones ante el Zorky Krasnogorsk en dieciseisavos de final y alcanzó los octavos ante el  Olympique de Lyon que acabaría siendo el campeón. El 20 de noviembre sufrió una fractura en el dedo meñique de la mano derecha entrenando. Recibió el alta médica el 8 de enero de 2016. Volvió a lesionarse un mes después al sufrir un esguince de tobillo, regresando tres semanas después en un encuentro contra el Espanyol, en el que se lesionó de nuevo a los 30 minutos. Recibió el alta un mes después. Tras su retorno marcó el único gol del partido contra el Oviedo Moderno. A pesar de las lesiones alcanzó a jugar 22 partidos de liga y marcar 2 goles. El equipo quedó tercero, por lo que no se clasificó para la siguiente edición de la Liga de Campeones, pero levantó su primer título al derrotar por 3 goles a 2 al F. C. Barcelona en la final de la Copa de la Reina, en el que Meseguer dio el pase de gol a Ángela Sosa para abrir el marcador y luego marcó el segundo tanto.
En la temporada 2016-17 el Atlético finalizó el año como campeón de invierno al vencer al FC Barcelona en el Estadio Vicente Calderón ante 14.000 personas. El equipo ganó la liga sin perder ni un solo partido. Meseguer jugó todos los partidos marcando un gol importante ante el Oiartzun y dando una asistencia que abrió el marcador ante el Santa Teresa en la última fase de la competición. En la Copa de la Reina quedaron subcampeonas al perder ante el Barcelona. Esta temporada Superó los 300 partidos de liga jugados.
En la temporada 2017-18 jugó 29 partidos de liga, marcando 3 goles. El único partido de liga que se perdió fue el disputado en el Metropolitano debido a unas molestias en su pierna derecha. El equipo repitió la actuación del año anterior, alzándose con el título de liga y siendo subcampeonas de Copa de la Reina. Esa temporada volvieron a disputar la Liga de Campeones, pero cayeron derrotadas en dieciseisavos de final por el Wolfsburgo, que luego fue finalista de la competición. Fue nominada como una de las 55 mejores jugadoras por la Federación Internacional de Futbolistas Profesionales.
En la temporada 2018-19 siguió siendo titular en el equipo. Tras empatar a uno en Madrid contra el Manchester City Meseguer abrió el marcador en el partido de vuelta en Mánchester el 26 de septiembre de 2018, culminando un contragolpe liderado por Ludmila Da Silva. El Atlético venció por 0-2, clasificándose para octavos de final por segunda vez en su historia. El 30 de enero de 2019 jugó ante el Athletic de Bilbao frente a 48 121 espectadores en el Estadio de San Mamés en los cuartos de final de la Copa de la Reina, encuentro que vencería el club madrileño por dos goles a cero. El 15 de marzo de 2019 el Atlético de Madrid instaló una placa con su nombre en el paseo de las Leyendas conmemorando sus 100 partidos como rojiblanca desde que el equipo se integró en el organigrama del club. El 17 de marzo de 2019 jugó el partido de liga ante el Fútbol Club Barcelona en el estadio Metropolitano ante 60 739 espectadores, récord mundial de espectadores en un partido de clubes de fútbol femenino. El 5 de mayo de 2019, tras disputar 28 de los 30 partidos, logró su tercer título de Liga. El 5 de mayo de 2019 el Atlético venció por 3-1 a la Real Sociedad con una asistencia suya y ganaron la Liga. Disputó la final de la Copa de la Reina, torneo, en el que el Atlético cayó ante la Real Sociedad. Fue elegida en el once ideal de la Liga.
En la temporada 2019-20 jugó 19 partidos de liga y marcó 3 goles y dio 2 asistencias antes de que se suspendiera con motivo de la pandemia de COVID-19 y quedó subcampeona del torneo. Fue elegida en el once ideal por el Diario Marca en las jornada 4. Disputó la semifinal la Supercopa en la que cayeron derrotadas por el F. C. Barcelona y el partido de octavos de final de la Copa de la Reina ante el Betis en el que pasaron las sevillanas al vencer en la tanda de penaltis. Meseguer trabajó de voluntaria en el Hospital de IFEMA.
En la temporada 2020-21 siguió siendo titular. En enero de 2021 ganó la Supercopa Sin embargo en los siguientes partidos los resultados fueron irregulares en la liga, en la que acabaron en cuarta posición, que les clasificó para jugar la siguiente edición de la Supercopa de España, pero que no les otorgó plaza para jugar la Liga de Campeones. En la Liga de Campeones fueron eliminadas en octavos de final por el Chelsea.
En la siguiente temporada alternó la titularidad con partidos en los que salió desde el banquillo. En mayo de 2022 el club anunció que no seguiría en el club y le hizo un homenaje junto a Amanda Sampedro y Laia Aleixandri. Acabaron la temporada en cuarta posición a un punto de la tercera plaza que daba el último cupo para disputar la Liga de Campeones. Fueron finalistas en la Supercopa, en la que perdieron ante el F. C. Barcelona. En la Copa de la Reina el equipo cayó en octavos de final ante el Sporting de Huelva.

### Retirada
Aunque había anunciado que se retiraría en 2022, unos problemas con la convocatoria para el examen del MIR le hicieron cambiar de parecer y prolongar su carrera un año más. Su última temporada la disputó en el Sevilla, con el que jugó todos los partidos de liga y marcó 3 goles.

## Selección

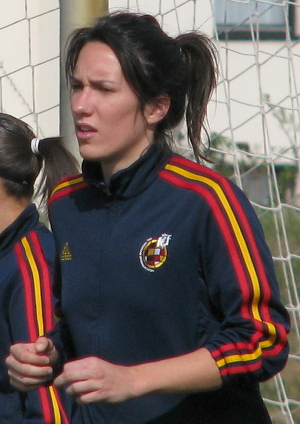
Silvia Meseguer con la selección española

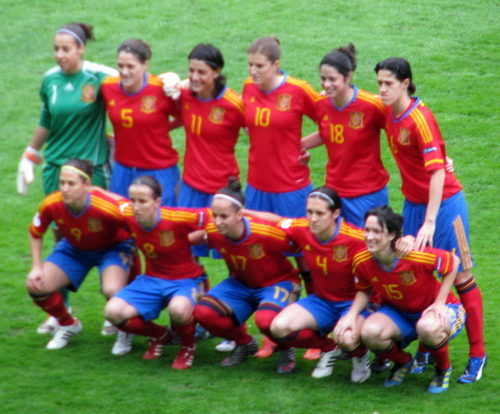
Selección Española en 2012

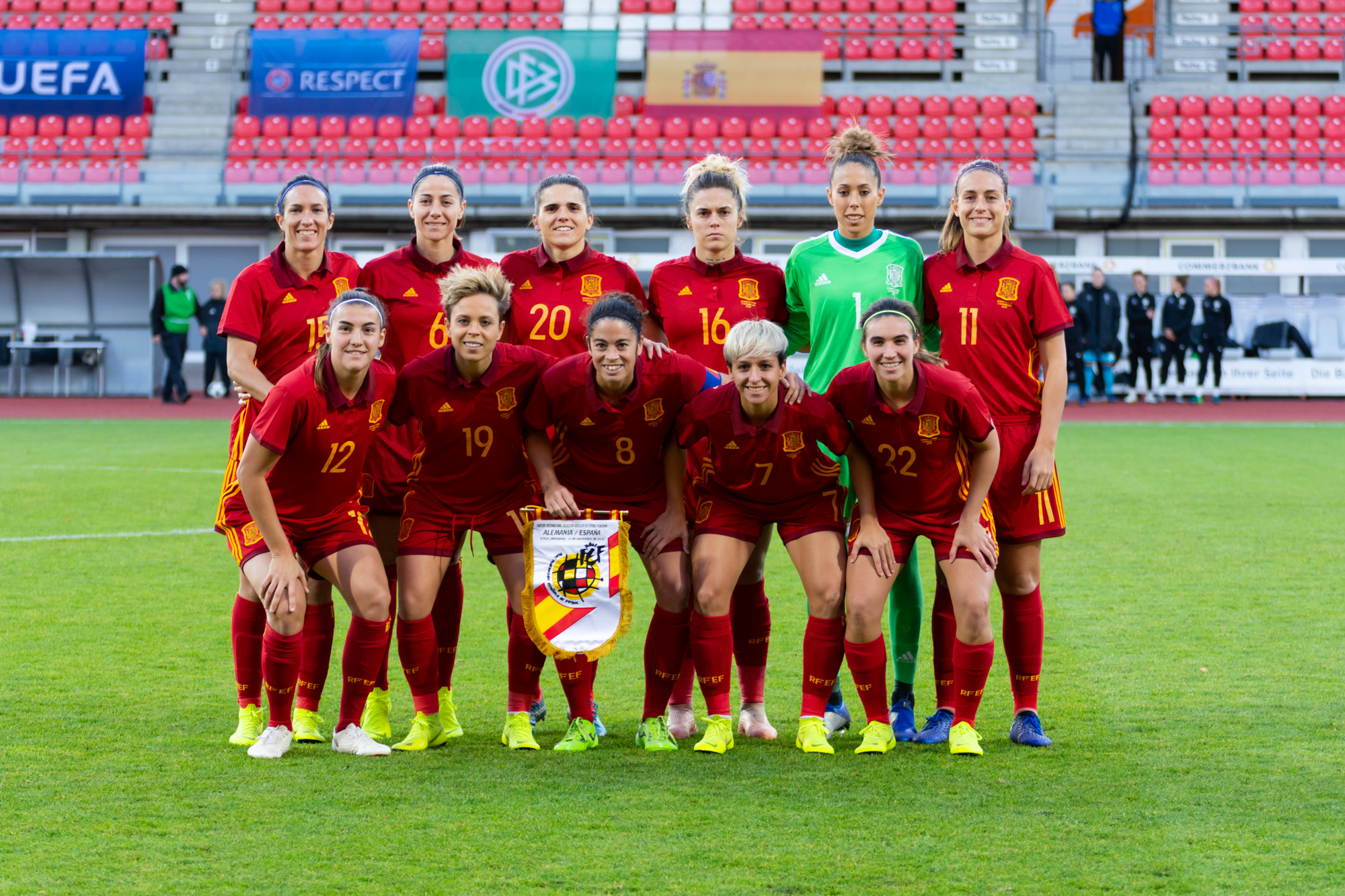
Meseguer con España en 2018

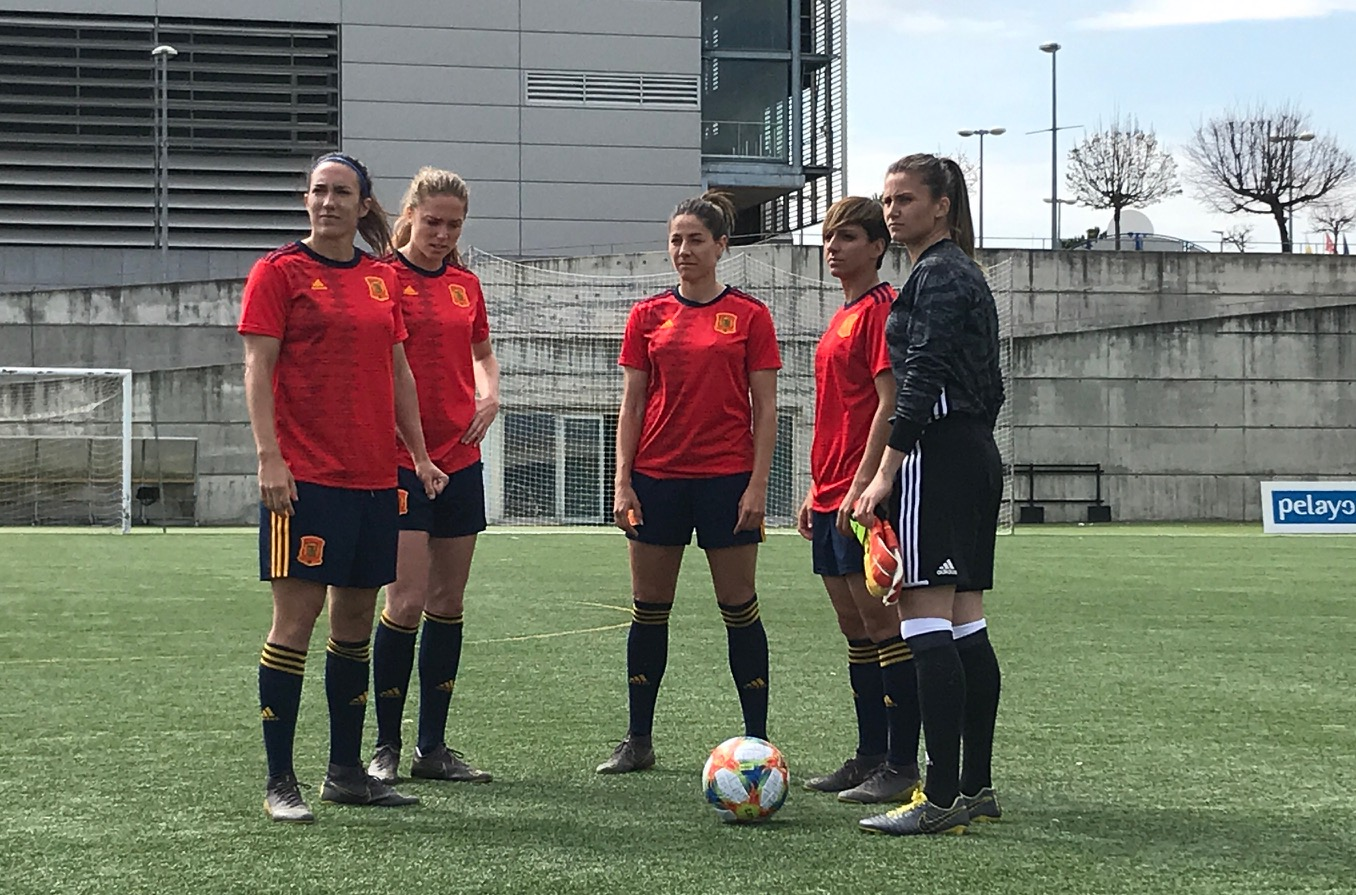
Selección Española de Fútbol en 2019

### Categorías inferiores
Fue convocada con la Selección Sub-19 para participar en unos entrenamientos del 6 al 9 de febrero de 2006. Debutó con la Selección Sub-19 el 9 de marzo de 2006 en un Torneo Internacional en La Palma frente a Finlandia. El 27 de abril de 2006 jugó su primer partido válido para la clasificación para el campeonato Europeo ante Grecia y dos días después jugó contra Suecia.
Disputó los tres partidos de la fase final del campeonato Europeo de 2007, en los que España quedó eliminada en la fase de grupos. En el primer partido se perdió ante Francia a pesar del control de la posesión del equipo en el que Meseguer destacó. En el segundo partido del grupo se venció ante Polonia. En el último partido del equipo se perdió por 1-0 ante Inglaterra, en un partido en el que Meseguer fue calificada como la atacante más fuerte de España.
En la fase final del campeonato de 2008 volvió a disputar los tres encuentros. España debutó ante Francia con derrota por 1 a 0 en un partido en el que Meseguer dispuso de una clara ocasión de gol que salió fuera y dio un pase en el último cuarto de hora al partido a Martínez, cuyo disparo atrapó la portera. En el segundo partido España cayó por 2-1 ante Noruega. En el último partido del grupo España venció a Italia por 3 a 1. Meseguer marcó el segundo gol de un zurdazo a la escuadra y asistió a Esther González en el tercero.
Ha jugado 16 partidos y marcado 5 goles en total en esta categoría en partidos UEFA.

### Inicios con la selección absoluta
Debutó con la selección absoluta el 2 de octubre de 2008 en el último partido de la fase de grupos para clasificarse para la Eurocopa de 2019 contra Inglaterra que terminó en empate a 2. España quedó segunda de su grupo y jugó un play-off de clasificación ante Países Bajos a doble partido en los que salió derrotada por 0-2 España y 2-0 en Países Bajos. Meseguer fue titular en ambos partidos.
Participó en 7 de los 8 partidos de clasificación para el Mundial de Alemania de 2011. El 19 de septiembre de 2009, en el primer partido de la fase de clasificación, marcó el primer gol de los 13 que marcó la selección ante Malta. Permaneció en el banquillo en el segundo encuentro ante Austria y salió como suplente en los 6 encuentros restantes. España quedó segunda de grupo tras Inglaterra y no pudo progresar a la siguiente fase de clasificación.

### Eurocopa de Suecia 2013
Disputó todos los partidos de clasificación para la Eurocopa de Suecia de 2013, siendo titular en todos los encuentros, salvo el partido de Kazajistán, el 27 de octubre de 2011, en el que fue suplente y saltó al campo en el minuto 84 y marcó su único gol de la fase de grupos en el minuto 86. España quedó segunda de su grupo tras Alemania, por lo que disputó un play-off a doble vuelta ante Escocia. El 20 de octubre de 2012 fue titular en el partido en el que España empató a un gol en Escocia. En el partido de vuelta volvió a jugar de inicio. Escocia se adelantó en la segunda parte pero Adriana Martín igualó la eliminatoria. En la prórroga Escocia volvió a adelantarse y Meseguer marcó en el minuto 113 el gol del empate con un disparo desde fuera del área. En el minuto 119 Vero Boquete falló un penalti que le hubiera dado a España la clasificación y un minuto después, ya en el tiempo de descuento Boquete marcó el gol de la victoria que clasificó a España a su segunda Eurocopa.
España estuvo encuadrada en dicha Eurocopa en el grupo C, teniendo como rivales a Francia, Inglaterra y Rusia. El 28 de junio entró en la lista de las 23 jugadoras que representaron a la selección. El 12 de julio, jugó su primer partido frente a la selección inglesa en el estadio Arena Linköping (Linkoping). El conjunto de Quereda venció por 3-2. Ante las Francia se perdió por 0-1. En el tercer partido España empató a uno ante Rusia. Meseguer fue titular en los tres encuentros. El día 22 volvió a ser titular en los cuartos de final en Kalmar ante Noruega, perdiendo por 3-1.

### Mundial de Canadá de 2015
Se lesionó el 15 de octubre de 2013, a menos de dos semanas del primer partido de la fase de clasificación ante Estonia, por lo que tuvo que ser sustituida en la convocatoria. Tras su recuperación alcanzó a jugar el último partido de la fase clasificatoria. España se clasificó por primera vez para jugar la fase final del Mundial.
El 11 de mayo de 2015 se dio a conocer la lista de convocadas para el Mundial, entre las que estuvo Meseguer. España debutó ante Costa Rica con empate a uno en un partido en el que Meseguer no jugó. Meseguer debutó el 13 de junio de 2015 en un Mundial ante Brasil al sustituir a Natalia Pablos en el minuto 71 cuando España ya perdía por 1-0, resultado con el que se llegó a la conclusión del partido. En el tercer partido del grupo ante Corea del Sur Meseguer volvió a jugar sustituyendo esta vez a Vicky Losada en el minuto 57. España necesitaba una victoria y en esos momentos empataban a 1, y acabaron perdiendo por 2-1.
Tras los malos resultados en el Mundial, las 23 jugadoras convocadas pidieron mediante un comunicado la dimisión de Ignacio Quereda debido a la mala planificación de la concentración y del viaje hasta Canadá, la metodología empleada con el grupo, la falta de partidos amistosos y el escaso análisis de los rivales que hacía el propio seleccionador. Quereda respondió al comunicado diciendo que no pensaba dimitir. Las jugadoras añadieron que era minusvaloradas y que el entrenador era muy acaparador, tras 27 años, veían el momento de una nueva etapa. El tema llegó a manos de Vicente Temprado, responsable federativo del fútbol femenino, que estuvo de parte de Quereda. Vicente optó por delegar la decisión a Ángel María Villar, presidente de la Real Federación Española de Fútbol y vicepresidente de la FIFA.
Después de varias declaraciones de las jugadoras, decidieron que las 23 convocadas de la Selección no volverían a jugar en esta si Quereda seguía en ella, y también advirtieron que cuando hicieron público el comunicado, contactaron con todas las capitanas de los equipos de primera división femenina de España, y que contaban con el apoyo de todas. Las jugadoras también tuvieron en contra a Vicente Del Bosque, que se unió al bando de Villar y Quereda, pero ellas contaron con el apoyo de la afición española, que hizo Trending Topic nacional #nosois23somostodoelfutfem. Meseguer manifestó que los minutos que jugó lo hizo de mediapunta y no en la posición en la que suele jugar, de medio centro defensivo. El 26 de junio de 2015 Amanda, Priscila Borja y Natalia Pablos  representaron a las jugadoras de la selección en una reunión con Villar y Temprado. Tras la reunión, las jugadoras afirmaron estar satisfechas y que esperaban la decisión tomada. El día 30 de julio, Ignacio Quereda, tras 27 años en ese cargo, fue sustituido por el seleccionador de la sub-19, Jorge Vilda, que en ese año había conseguido que España quedara subcampeona en el Campeonato Europeo femenino sub-19 de la UEFA.

### Eurocopa de Países Bajos de 2017
Empezó jugando la fase de clasificación para la Eurocopa en la que España quedó emparejada con Portugal, Finlandia, Irlanda y Montenegro. Jugó de titular ante Finlandia en el primer partido el 27 de octubre de 2015. El 20 de noviembre se fracturó el dedo meñique y no pudo participar en los partidos contra Irlanda y Portugal. Volvió a jugar el cuarto partido ante Montenegro el 24 de enero de 2016 pero en febrero sufrió en esguince de tobillo y en marzo otra lesión muscular, por lo que se perdió de nuevo los partidos ante Irlanda y Portugal. En septiembre de 2016 jugó los últimos dos encuentros ante Montenegro y Finlandia. España finalizó líder de grupo clasificándose para la Eurocopa.
Antes de disputar la fase final de la Eurocopa España participó en la Copa de Algarve 2017. En el primer partido España venció a Japón por 2 a 1. Meseguer fue titular y marcó el primer gol español desde la frontal del área. Luego fue suplente en la victoria por 3-0 sobre Noruega y el empate a 0 ante Islandia. Meseguer disputó la final como titular ante Canadá, ganando el torneo al vencer por 1 a 0.
Meseguer jugó todos los minutos en la Eurocopa. España debutó en la fase final de la Eurocopa el 19 de julio de 2017 con una victoria por dos a cero sobre Portugal. Posteriormente fue derrotada por dos a cero por Inglaterra, y por uno a cero por Escocia. España acabó en segunda posición del grupo empatada a puntos con Portugal y Escocia pero con mejor diferencia de goles. Disputó los cuartos de final ante Austria el 30 de julio de 2017. A pesar del dominio español el partido acabó con empate a cero tras la prórroga. En la tanda de penaltis Meseguer falló el tercer lanzamiento y Austria venció por 5 a 3. Meseguer declaró posteriormente que se ha acordado muchas veces de aquel penalti y que no volverá a tirar uno.

### Mundial de Francia de 2019 y Renuncia a la Selección
Después de la Eurocopa disputó un amistoso ante Francia, pero posteriormente llamó al seleccionador Jorge Vilda para anunciarle que renunciaba a seguir jugando con la selección debido a que no lo podía compaginar con las prácticas de su carrera de medicina. En octubre de 2018, una vez finalizadas las prácticas, regresó a la Selección. El 30 de noviembre de 2018 volvió a jugar con la selección un amistoso contra Alemania.
El 20 de mayo de 2019 fue incluida en la lista de jugadoras de Jorge Vilda para el Mundial. Solo disputó el segundo partido ante Alemania el 12 de junio, en el que España salió derrotada por 0-1, siendo sustituida en el minuto 66. Al haber vencido en el primer encuentro ante Sudáftrica por 3-1 y haber empatado a 0 ante China, España pasó a los octavos de final como segunda de grupo, en los que se enfrentó a Estados Unidos y fue eliminada al perder por 2-1.
El 19 de agosto de 2019 anunció públicamente su renuncia definitiva a la Selección para poder estudiar el MIR.

## Vida privada
Es graduada en Medicina por la Universidad Autónoma de Madrid.

## Estadísticas

### Clubes
Actualizado al último partido jugado el 20 de mayo de 2023.
| Club | Div.          | Temporada     | Liga  | Liga  | Liga   | Copas nacionales(1) | Copas nacionales(1) | Copas nacionales(1) | Copas internacionales(2) | Copas internacionales(2) | Copas internacionales(2) | Total | Total | Total  | Media goleadora(3) |
| Club | Div.          | Temporada     | Part. | Goles | Asist. | Part.               | Goles               | Asist.              | Part.                    | Goles                    | Asist.                   | Part. | Goles | Asist. | Media goleadora(3) |
| --- | ------------- | ------------- | ----- | ----- | ------ | ------------------- | ------------------- | ------------------- | ------------------------ | ------------------------ | ------------------------ | ----- | ----- | ------ | ------------------ |
| Prainsa Zaragoza · España |               |               |       |       |        |                     |                     |                     |                          |                          |                          |       |       |        |                    |
| 2.ª | 2004-05       |               |       |       |        |                     |                     |                     |                          |                          |                          |       |       |        |                    |
| 1.ª | 2005-06       | 25            | 2     |       | -      | -                   | -                   | -                   | -                        | -                        | 25                       | 2     |       | 0.08   |                    |
| 1.ª | 2006-07       | 22            | 2     |       | -      | -                   | -                   | -                   | -                        | -                        | 22                       | 2     |       | 0.09   |                    |
| 1.ª | 2007-08       | 24            | 0     |       | 3      | 0                   |                     |                     |                          |                          | 27                       | 0     |       | 0      |                    |
| Total club | Total club    | 71+           | 2+    |       | 3+     |                     |                     |                     |                          |                          | 74+                      | 4+    |       |        |                    |
| R. C. D. Espanyol · España |               |               |       |       |        |                     |                     |                     |                          |                          |                          |       |       |        |                    |
| 1.ª | 2008-09       | 29            | 0     |       | 5      | 1                   |                     | -                   | -                        | -                        | 34                       | 1     |       | 0,03   |                    |
| 1.ª | 2009-10       | 27            | 3     |       | 4      | 1                   |                     | -                   | -                        |                          | 31                       | 4     |       | 0,13   |                    |
| 1.ª | 2010-11       | 29            | 6     |       | 4      | 0                   |                     | -                   | -                        | -                        | 33                       | 6     |       | 0,18   |                    |
| 1.ª | 2011-12       | 31            | 0     |       | 2      | 0                   |                     | -                   | -                        | -                        | 33                       | 0     |       | 0,00   |                    |
| 1.ª | 2012-13       | 28            | 0     | 2     | 2      | 0                   | 0                   | -                   | -                        | -                        | 30                       | 0     | 2     | 0,00   |                    |
| Total club | Total club    | 144           | 9     |       | 17     | 2                   |                     |                     |                          |                          | 161                      | 11    |       | 0,07   |                    |
| Atlético de Madrid · España |               |               |       |       |        |                     |                     |                     |                          |                          |                          |       |       |        |                    |
| 1.ª | 2013-14       | 7             | 1     | 0     | 2      | 0                   | 0                   | -                   | -                        | -                        | 9                        | 1     | 0     | 0,11   |                    |
| 1.ª | 2014-15       | 30            | 2     | 0     | 2      | 0                   | 0                   | -                   | -                        | -                        | 32                       | 2     | 0     | 0,06   |                    |
| 1.ª | 2015-16       | 22            | 2     | 1     | 3      | 1                   | 1                   | 4                   | 0                        | 0                        | 29                       | 3     | 2     | 0,10   |                    |
| 1.ª | 2016-17       | 30            | 1     | 1     | 3      | 0                   | 1                   | -                   | -                        | -                        | 33                       | 1     | 2     | 0,03   |                    |
| 1.ª | 2017-18       | 29            | 3     | 0     | 4      | 0                   | 0                   | 2                   | 0                        | 0                        | 35                       | 3     | 0     | 0,09   |                    |
| 1.ª | 2018-19       | 28            | 4     | 3     | 4      | 0                   | 1                   | 4                   | 1                        | 0                        | 36                       | 5     | 4     | 0,14   |                    |
| 1.ª | 2019-20       | 19            | 3     | 2     | 2      | 0                   | 0                   | 4                   | 0                        | 0                        | 25                       | 3     | 2     | 0,12   |                    |
| 1.ª | 2020-21       | 33            | 0     | 4     | 4      | 0                   | 0                   | 4                   | 0                        | 0                        | 41                       | 0     | 4     | 0      |                    |
| 1.ª | 2021-22       | 27            | 0     | 2     | 3      | 0                   | 0                   |                     |                          |                          | 30                       | 0     | 2     | 0      |                    |
| Total club | Total club    | 225           | 16    | 13    | 27     | 1                   | 3                   | 18                  | 1                        | 0                        | 270                      | 18    | 16    | 0,07   |                    |
| Sevilla F. C. · España |               |               |       |       |        |                     |                     |                     |                          |                          |                          |       |       |        |                    |
| 1.ª | 2022-23       | 30            | 3     | 1     | 1      | 0                   | 0                   |                     |                          |                          | 31                       | 3     | 1     | 0.10   |                    |
| Total club | Total club    | 30            | 3     | 1     | 1      | 0                   | 0                   |                     |                          |                          | 31                       | 3     | 1     | 0.10   |                    |
| Total carrera | Total carrera | Total carrera | 470+  | 30+   | 16+    | 48+                 | 3+                  | 3                   | 18                       | 1                        | 0                        | 536+  | 36+   | 19+    |                    |
| (1) Incluye datos de la Copa de la Reina y la Supercopa de España. (2) Incluye datos de la Liga de campeones femenina. (3) No incluye goles en partidos amistosos. |               |               |       |       |        |                     |                     |                     |                          |                          |                          |       |       |        |                    |

### Selección
Actualizado al último partido jugado el 12 de junio de 2019.
| Selecciones                                                                                                | Año           | Europeo(4) | Europeo(4) | Europeo(4) | Mundial (4) | Mundial (4) | Mundial (4) | Amistosos | Amistosos | Amistosos | Total | Total | Total  | Media goleadora |
| Selecciones                                                                                                | Año           | Part.      | Goles      | Asist.     | Part.       | Goles       | Asist.      | Part.     | Goles     | Asist.    | Part. | Goles | Asist. | Media goleadora |
| --- | ------------- | ---------- | ---------- | ---------- | ----------- | ----------- | ----------- | --------- | --------- | --------- | ----- | ----- | ------ | --------------- |
| Sub-19 · España                                                                                            | 2006          | 5          | 2          | 1          |             |             |             | 1         | 0         |           | 6     | 2     |        | 0,33            |
| Sub-19 · España                                                                                            | 2007          | 8          | 2          |            |             |             |             | 2         | 1         |           | 10    | 3     |        | 0,30            |
| Sub-19 · España                                                                                            | 2008          | 3          | 1          | 1+         |             |             |             | 2         | 1         |           | 5     | 2     | 1+     | 0,40            |
| Sub-19 · España                                                                                            | Total         | 16         | 5          | 2+         |             |             |             | 5         | 2         |           | 21    | 7     | 2+     | 0,34            |
| Abs | 2008          | 3          | 0          | 0          | -           | -           | -           | ?         |           |           | 3+    | 0     | 0      |                 |
| Abs | 2009          | -          | -          | -          | 3           | 1           | 0           | ?         |           |           | 3+    | 1     | 0      | 0,00            |
| Abs | 2010          | -          | -          | -          | 4           | 0           | 0           | ?         |           |           | 4+    | 0     | 0      | 0,00            |
| Abs | 2011          | 5          | 1          | 0          | -           | -           | -           | ?         |           |           | 5+    | 1     | 0      | 0,20            |
| Abs | 2012          | 7          | 1          | 0          | -           | -           | -           | ?         |           |           | 7+    | 1     | 0      | 0,14            |
| Abs | 2013          | 4          | 0          | 0          | 0           | 0           | 0           | 3+        | 0         | 0         | 7+    | 0     | 0      | 0,00            |
| Abs | 2014          | -          | -          | -          | 1           | 0           | 0           | 0         | 0         | 0         | 1     | 0     | 0      | 0,00            |
| Abs | 2015          | 1          | 0          | 0          | 2           | 0           | 0           | 6         | 1         | 0         | 9     | 1     | 0      | 0,11            |
| Abs | 2016          | 3          | 0          | 0          | -           | -           | -           | 2         | 0         | 0         | 5     | 0     | 0      | 0,00            |
| Abs | 2017          | 4          | 0          | 0          | -           | -           | -           | 8         | 1         | 0         | 12    | 1     | 0      | 0,08            |
| Abs | 2018          | -          | -          | -          | 0           | 0           | 0           | 1         | 0         | 0         | 1     | 0     | 0      | 0,00            |
| Abs | 2019          | -          | -          | -          | 1           | 0           | 0           | 8         | 0         | 0         | 9     | 0     | 0      | 0,00            |
| Abs | Total         | 27         | 2          | 0          | 11          | 1           | 0           | 29        | 2         | 0         | 67    | 5     | 0      | 0,08            |
| Total carrera                                                                                              | Total carrera | 43         | 7          | 2+         | 11          | 1           | 0           | 34        | 4         |           | 88    | 12    | 2+     | 0,14            |
| (4) Se incluyen partidos en fases clasificatorias, no incluye Torneo de Exentos ni Torneo Desarrollo UEFA. |               |            |            |            |             |             |             |           |           |           |       |       |        |                 |

#### Participaciones en Mundiales
| Competición     | Categoría          | Sede    | Resultado        | Partidos | Goles |
| --------------- | ------------------ | ------- | ---------------- | -------- | ----- |
| Mundial de 2015 | Selección absoluta | Canadá  | Fase de grupos   | 3        | 0     |
| Mundial de 2019 | Selección absoluta | Francia | Octavos de final | 1        | 0     |
| Total           | –                  | –       | –                | 4        | 0     |

#### Participaciones en Eurocopas
| Competición            | Categoría          | Sede         | Resultado        | Partidos | Goles |
| ---------------------- | ------------------ | ------------ | ---------------- | -------- | ----- |
| Europeo Sub-19 2007    | Sub-19             | Islandia     | Fase de grupos   | 3        | 0     |
| Europeo Sub-19 2008    | Sub-19             | Francia      | Fase de grupos   | 3        | 1     |
| Eurocopa Femenina 2013 | Selección absoluta | Suecia       | Cuartos de final | 4        | 0     |
| Eurocopa Femenina 2017 | Selección absoluta | Países Bajos | Cuartos de final | 4        | 0     |
| Total                  | –                  | –            | –                | 14       | 1     |

## Palmarés

### Campeonatos nacionales
| Título              | Club               | País   | Año     |
| ------------------- | ------------------ | ------ | ------- |
| Copa de la Reina    | RCD Espanyol       | España | 2009    |
| Copa de la Reina    | RCD Espanyol       | España | 2010    |
| Copa de la Reina    | RCD Espanyol       | España | 2012    |
| Copa de la Reina    | Atlético de Madrid | España | 2016    |
| Primera División    | Atlético de Madrid | España | 2016-17 |
| Primera División    | Atlético de Madrid | España | 2017-18 |
| Primera División    | Atlético de Madrid | España | 2018-19 |
| Supercopa de España | Atlético de Madrid | España | 2021    |

### Campeonatos internacionales
| Título          | Equipo              | Sede     | Año  |
| --------------- | ------------------- | -------- | ---- |
| Copa de Algarve | Selección de España | Portugal | 2017 |

### Distinciones individuales
| Distinción                                                                       | Año     |
| -------------------------------------------------------------------------------- | ------- |
| Seleccionada por la Federación de Fútbol en la Gala de Mejor Deportista Aragonés | 2007    |
| Premio Los Incansables                                                           | 2011    |
| Jugadora Más Regular del Atlético de Madrid                                      | 2015    |
| Seleccionada por la Federación de Fútbol en la Gala de Mejor Deportista Aragonés | 2016    |
| Nominada al mejor Once FIFPro                                                    | 2018    |
| Placa en Paseo de las Leyendas del Atlético de Madrid                            | 2019    |
| Once Ideal de la Liga                                                            | 2018-19 |
| Once ideal de Marca en la Jornada 4 de la Primera Iberdrola                      | 2019    |